# Макстон (Северна Каролина)
Макстон (енгл. Maxton) град је у америчкој савезној држави Северна Каролина.

## Демографија
По попису из 2010. године број становника је 2.426, што је 125 (-4,9%) становника мање него 2000. године.
| Група             | 2000.         | 2010.         |
| Белци             | 636 (24,9%)   | 446 (18,4%)   |
| Афроамериканци    | 1.635 (64,1%) | 1.578 (65,0%) |
| Азијати           | 8 (0,3%)      | 3 (0,1%)      |
| Хиспаноамериканци | 41 (1,6%)     | 43 (1,8%)     |
| Укупно            | 2.551         | 2.426         |